# Eddy Merckx
Édouard Louis Joseph Merckx (Meensel-Kiezegem, Brabante Flamenco, 17 de junio de 1945), más conocido como Eddy Merckx, es un exciclista de ruta y pista belga, profesional entre los años 1965 y 1978, que desarrolló principalmente su carrera en los equipos Peugeot, Faema y Molteni, durante los cuales edificó un palmarés calificado como insuperable de 525 victorias que llevaron a considerarlo como el mejor ciclista de todos los tiempos.
Catalogado como leyenda,  Merckx está definido como el prototipo ideal del ciclista completo. Era un especialista como rodador, contrarrelojista, escalador y velocista. Además, poseía gran habilidad en los descensos de los puertos y sobre el pavé. Destacaba como vueltómano y clasicómano, siendo el único corredor capaz de conseguir ganar las tres Grandes Vueltas por etapas y los cinco monumentos del ciclismo.
Apodado como «El Caníbal» por su insaciable ambición de victorias, Eddy Merckx dominó el panorama ciclista internacional durante su años de apogeo consiguiendo amasar un palmarés descrito como único, apoteósico e inigualable.
Fue siete veces ganador del trofeo Super Prestige Pernod a mejor ciclista del año entre 1968 y 1975.
Tiene un hijo, Axel Merckx, que también fue ciclista profesional entre 1994 y 2007 y que consiguió como resultados más destacados un 10.º puesto en el Tour de Francia de 1998, una etapa en el Giro de Italia del 2000 y la medalla de bronce en los JJOO de Atenas 2004 en la modalidad de ruta.
También es abuelo del jugador de hockey sobre césped argentino Luca Masso, campeón olímpico en 2016.

## Infancia
Eddy Merckx nació en el seno de una familia que poseía una frutería situada en el barrio de Woluwe-Saint-Pierre, en Bruselas. Fue el mayor de tres hermanos. La familia se mudó a este barrio de la capital belga cuando era pequeño.

«Tuve una infancia bonita. Tuve unos padres cariñosos y muy sensibles. No éramos ricos, pero mi hermano y mi hermana ... y yo nunca queríamos nada. Mi padre era un hombre de gran carácter y mi madre cálida y amable. Ambos fueron unos modelos maravillosos para mí. Como le ocurre a todos los hijos, yo soy una mezcla de ambos. Mi determinación y voluntad de trabajar duro vino de mi padre. Trabajó incansablemente para levantar su negocio. Él era estricto con la disciplina, pero también era un poco filósofo. Siempre me he recordado de sus palabras durante toda mi vida. De mi madre tengo mi lado más suave. Un ejemplo de ello, es el hecho de que a menudo me resulta difícil decir no a la gente.»

Tuvo su primera bicicleta de carretera, de segunda mano, a la edad de ocho años. En aquella época, su héroe era el ciclista belga Stan Ockers, quien falleció en una carrera en Amberes en 1956:  

«[...El era mi héroe] por el Tour de Francia. Ockers había ganado varias etapas en el Tour, ganó el maillot verde dos veces y acabó segundo en la clasificación general. El estaba siempre en las noticias del Tour de Francia, y el Tour lo era todo para mí. La carrera. Por entonces aún no sabía mucho sobre las Clásicas debido a que se realizaban los domingos, y ese día solíamos visitar a mi abuela en su granja situada en Meensel-Kiezegem, donde yo nací.»

Asimismo, en su juventud, Merckx fue un mal estudiante, aunque destacaba en el deporte. Declaró que: 

«Odiaba la escuela, me encantaba practicar todos los deportes, pero odiaba estar dentro de ella. La abandoné tan pronto como pude. Esto me causó problemas en casa, especialmente con mi padre. Pero también era típico de él que apoyara mi decisión, especialmente cuando veía que a mí me gustaba aquello que escogía, y que lo hacía bien.»

## Carrera

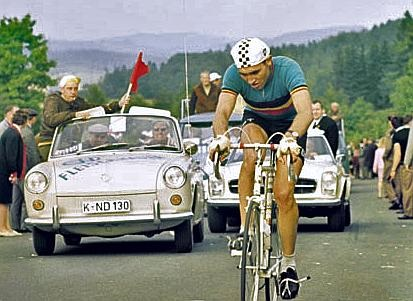
Eddy Merkx en los Campeonatos del Mundo de Nürburgring, Alemania, donde quedó 12.º.

La carrera ciclista de Eddy Merckx se inició el 16 de julio de 1961 en Leken. En 1964 consiguió su primer título importante al ganar el Campeonato del Mundo amateur.
El 1 de mayo de 1965 dio el salto al ciclismo profesional, en el que acumuló un abultado y envidiable palmarés, el más alto de la historia del ciclismo, contando en su haber con un total de 525 victorias. Debido precisamente a su insaciable sed de victorias, que le hacía volcarse en la disputa de todas las carreras en las que participaba, nació el apodo de El Caníbal.
En 1970 fue nombrado mejor deportista mundial.
El 25 de octubre de 1972 superó el récord mundial de la hora con una marca de 49,431 km en el velódromo de Ciudad de México. Ostentó dicho récord hasta 1984, cuando fue batido por Francesco Moser. En 1964 participó en los Juegos Olímpicos de Tokio.
Se retiró el 1 de mayo de 1978.
En los últimos años ha padecido importantes problemas de salud, siendo el principal una considerable obesidad, que en 2004 logró perder gracias a una operación de reducción de estómago.

## Tras el retiro
Una vez retirado, Eddy Merckx fundó en 1980 la fábrica de bicicletas que hoy lleva su nombre: Eddy Merckx Cycle; y patrocinó a diversos equipos ciclistas.

## Palmarés
| 1965 - GP Stad Vilvoorde - Omloop van het Houtland Torhout - 2.º en el Campeonato de Bélgica en Ruta 1966 - Escalada a Montjuic - Milán-San Remo - Gran Premio Pino Cerami - Trofeo Baracchi (junto a Ferdinand Bracke) - Campeonato de Flandes - Boucles de l'Aulne - Druivenkoers Overijse - Circuito de la Frontera - Bruselas-Meulebeke - 1 etapa de Midi Libre - Circuit du Morbihan, más 2 etapas 1967 - Campeonato del Mundo en Ruta - Gante-Wevelgem - Flecha Valona - Milán-San Remo - 2 etapas del Giro de Italia - 2.º en el Super Prestige Pernod International - Trofeo Baracchi (junto a Ferdinand Bracke) - Premio Nacional de Clausura - Critérium de As - Tour de Condroz - 2 etapas de la París-Niza - 2 etapas del Giro de Cerdeña - Asse - Ukkel - Grand Prix du Tournaisis - Omloop der Zennevallei - 1 etapa de París-Luxemburgo 1968 - París-Roubaix - Tour de Romandía - À travers Lausanne - Tres Valles Varesinos - Giro de Italia , más 3 etapas, clasificación por puntos y clasificación de la montaña - Giro de Cerdeña, más 2 etapas - Gran Premio de Lugano - Volta a Cataluña , más 2 etapas - Romana Lombardo - 1 etapa de la Semana Catalana 1969 - Tour de Luxemburgo - Vuelta a la Comunidad Valenciana - París-Niza, más 3 etapas - Milán-San Remo - Lieja-Bastogne-Lieja - Tour de Flandes - Tour de Francia , más 6 etapas, clasificación por puntos , clasificación de la montaña , clasificación de la combinada y premio de la combatividad - Super Prestige Pernod International - Boucles de l'Aulne - París-Luxemburgo - Bruselas-Meulebeke 1970 - Escalada a Montjuic - Gante-Wevelgem - Vuelta a Bélgica - París-Niza, más 3 etapas - París-Roubaix - Coppa Agostoni - À travers Lausanne - Flecha Valona - Giro de Italia , más 3 etapas - Tour de Francia , más 8 etapas, clasificación de la montaña , clasificación de la combinada y premio de la combatividad - Campeonato de Bélgica en Ruta - Super Prestige Pernod International - Critérium de As - Grand Prix Union Dortmund - Ronde de Seignelay 1971 - Escalada a Montjuic - Vuelta a Bélgica - París-Niza, más 3 etapas - Dauphiné Libéré - Midi Libre - Milán-San Remo - Lieja-Bastoña-Lieja - Giro de Lombardía - Omloop Het Volk - Tour de Francia , más 4 etapas, clasificación por puntos y clasificación de la combinada - Campeonato del Mundo en Ruta - Giro de Cerdeña - Super Prestige Pernod International - Rund um den Henninger-Turm - Gran Premio Ciudad de Camaiore - Stadsprijs Geraardsbergen - Baden-Baden (con Herman Van Springel) - Cronostaffetta | 1972 - Milán-San Remo - Escalada a Montjuic, más 3 etapas - Flecha Brabançona - Grand Prix de Momignies - Lieja-Bastoña-Lieja - Giro de Lombardía - À travers Lausanne, más 2 etapas - 3 etapas de la París-Niza - Flecha Valona - Giro de Italia , más 4 etapas - Tour de Francia , más 6 etapas, clasificación por puntos y clasificación de la combinada - 2.º en el Campeonato de Bélgica en Ruta - Récord de la hora - Giro del Piamonte - Giro de Emilia - Trofeo Baracchi (con Roger Swerts) - Super Prestige Pernod International - Scheldeprijs Vlaanderen - Grand Prix Union Dortmund 1973 - Gante-Wevelgem - À travers Lausanne - GP de las Naciones - Lieja-Bastoña-Lieja - París-Bruselas - París-Roubaix - Gran Premio de Fourmies - Amstel Gold Race - Omloop Het Volk - Vuelta a España , más 6 etapas, clasificación por puntos , clasificación de las metas volantes y la clasificación de la combinada - Giro de Italia , más 6 etapas, más clasificación por puntos y clasificación de la combinada - 2.º en el Campeonato de Bélgica en Ruta - Giro de Cerdeña - Trofeo Laigueglia - Super Prestige Pernod International - 1 etapa de la París-Niza - Cronostaffetta 1974 - Campeonato del Mundo en Ruta - Vuelta a Suiza - Escalada a Montjuic - Giro de Italia , más 2 etapas y clasificación de la combinada - Tour de Francia , más 8 etapas, clasificación de la combinada y premio de la combatividad - Trofeo Laigueglia - 3 etapas de la París-Niza - Super Prestige Pernod International - Critérium de As - Grand Prix de Momignies 1975 - Lieja-Bastoña-Lieja - Milán-San Remo - Amstel Gold Race - Giro de Cerdeña - Tour de Flandes - 2 etapas de la París-Niza - Escalada a Montjuic - Setmana Catalana - 2.º en el Tour de Francia, más 2 etapas y premio de la combatividad - 3.º en el Campeonato de Bélgica en Ruta - Super Prestige Pernod International - Boucles de l'Aulne - Druivenkoers Overijse - Sassari-Cagliari 1976 - Milán-San Remo - Setmana Catalana - 1 etapa de la Tirreno-Adriático - Omloop van de Westhoek - Omloop van het Leiedal 1977 - Tour del Mediterráneo - Tour de Condroz - 1 etapa de la Vuelta a Suiza - 1 etapa de la París-Niza |

## Palmarés en pista
| 1965 - Seis días de Gante (con Patrick Sercu) 1966 - Campeonato de Bélgica en madison (con Patrick Sercu) 1967 - Campeonato de Bélgica en madison (con Patrick Sercu) - Seis días de Gante (con Patrick Sercu) 1968 - Campeonato de Bélgica en madison (con Patrick Sercu) - Seis días de Charleroi (con Ferdinand Bracke) 1969 - Campeón de Europa en Madison (con Patrick Sercu) 1970 - Campeón de Europa en Madison (con Patrick Sercu) 1971 - Seis días de Milán (con Julien Stevens) 1973 - Seis días de Dortmund (con Patrick Sercu) - Seis días de Grenoble (con Patrick Sercu) | 1974 - Campeonato de Bélgica en madison (con Patrick Sercu) - Seis días de Amberes (con Patrick Sercu) 1975 - Campeonato de Bélgica en madison (con Patrick Sercu) - Seis días de Amberes (con Patrick Sercu) - Seis días de Gante (con Patrick Sercu) - Seis días de Grenoble (con Patrick Sercu) 1976 - Campeonato de Bélgica en madison (con Patrick Sercu) - Seis días de Amberes (con Patrick Sercu) - Seis Días de Róterdam (con Patrick Sercu) 1977 - Seis días de Berlín (con Patrick Sercu) - Seis días de Gante (con Patrick Sercu) - Seis días de Maastricht (con Patrick Sercu) - Seis días de Múnich (con Patrick Sercu) - Seis días de Zúrich (con Patrick Sercu) 1978 - Campeón de Europa en Madison (con Patrick Sercu) |

## Resultados

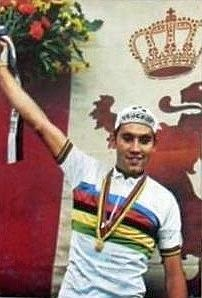
Eddy Merckx, campeón del mundo en 1974.

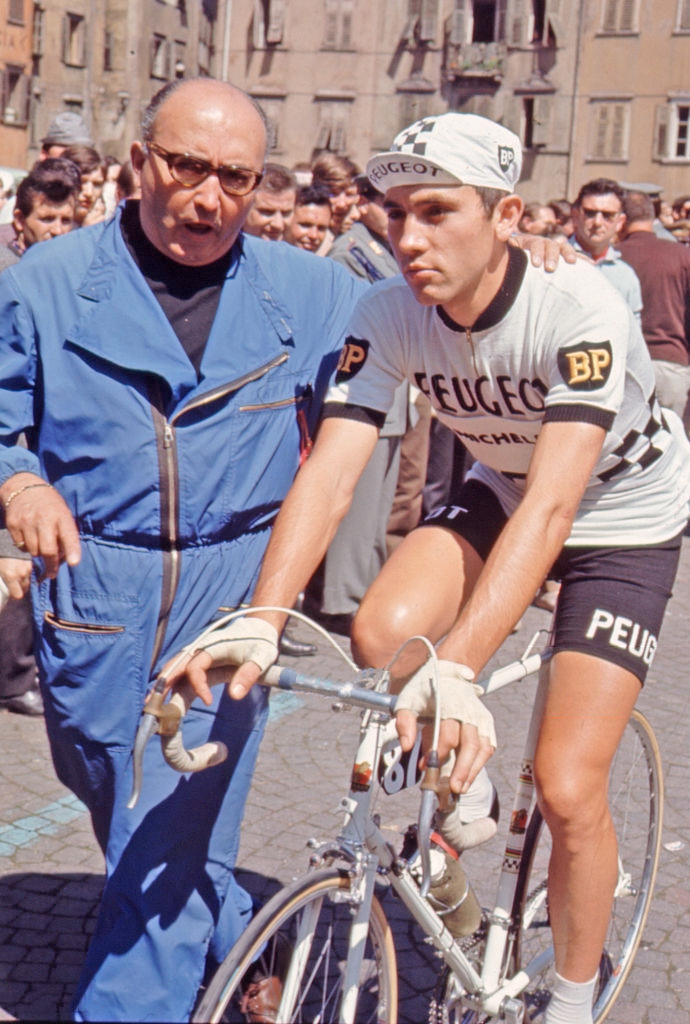
Eddy Merckx en 1967.

Durante su carrera deportiva consiguió los siguientes puestos en Grandes Vueltas, vueltas menores y carreras de un día.

### Grandes Vueltas
| Carrera | Carrera         | 1964 | 1965 | 1966 | 1967 | 1968 | 1969 | 1970 | 1971 | 1972 | 1973 | 1974 | 1975 | 1976 | 1977 | 1978 |
| ------- | --------------- | ---- | ---- | ---- | ---- | ---- | ---- | ---- | ---- | ---- | ---- | ---- | ---- | ---- | ---- | ---- |
|         | Vuelta a España | —    | —    | —    | —    | —    | —    | —    | —    | —    | 1.º  | —    | —    | —    | —    | —    |
|         | Giro de Italia  | —    | —    | —    | 9.º  | 1.º  | Exp. | 1.º  | —    | 1.º  | 1.º  | 1.º  | —    | 8.º  | —    | —    |
|         | Tour de Francia | —    | —    | —    | —    | —    | 1.º  | 1.º  | 1.º  | 1.º  | —    | 1.º  | 2.º  | —    | 6.º  | —    |

### Vueltas menores
| Carrera | Carrera                | 1964 | 1965 | 1966 | 1967 | 1968 | 1969 | 1970 | 1971 | 1972 | 1973 | 1974 | 1975 | 1976 | 1977 | 1978 |
| ------- | ---------------------- | ---- | ---- | ---- | ---- | ---- | ---- | ---- | ---- | ---- | ---- | ---- | ---- | ---- | ---- | ---- |
|         | París-Niza             | —    | —    | 4.º  | 10.º | Ab.  | 1.º  | 1.º  | 1.º  | 2.º  | 3.º  | 3.º  | 2.º  | —    | —    | —    |
|         | Tirreno-Adriático      | X    | X    | —    | —    | —    | —    | —    | —    | —    | —    | —    | —    | 2.º  | —    | —    |
|         | Volta a Cataluña       | —    | —    | —    | —    | 1.º  | —    | —    | —    | —    | —    | —    | —    | —    | —    | —    |
|         | Tour de Romandía       | —    | —    | —    | —    | 1.º  | —    | —    | —    | —    | —    | —    | 14.º | 3.º  | 7.º  | —    |
|         | Critérium del Dauphiné | —    | —    | —    | X    | X    | —    | —    | 1.º  | —    | —    | —    | 10.º | —    | 8.º  | —    |
|         | Vuelta a Suiza         | —    | —    | —    | —    | —    | —    | —    | —    | —    | —    | 1.º  | 2.º  | —    | 12.º | —    |

### Clásicas, Campeonatos y JJ. OO.
| Omloop Het Nieuwsblad | Omloop Het Nieuwsblad | —    | —             | 3.º           | —             | —    | 12.º          | 7.º           | 1.º           | 3.º   | 1.º           | 6.º           | 6.º           | 15.º | 5.º           | —             |               |               |
|                       | Milán-San Remo        | —    | —             | 1.º           | 1.º           | 31.º | 1.º           | 8.º           | 1.º           | 1.º   | —             | —             | 1.º           | 1.º  | 96.º          | —             |               |               |
| E3 Harelbeke          | E3 Harelbeke          | —    | —             | —             | 8.º           | 17.º | 7.º           | —             | 3.º           | 2.º   | 14.º          | —             | —             | —    | —             | —             |               |               |
| Gante-Wevelgem        | Gante-Wevelgem        | —    | —             | 9.º           | 1.º           | 9.º  | —             | 1.º           | 14.º          | 3.º   | 1.º           | 2.º           | 6.º           | 10.º | —             | —             |               |               |
|                       | Tour de Flandes       | —    | —             | —             | 3.º           | 9.º  | 1.º           | 3.º           | 76.º          | 7.º   | 3.º           | 4.º           | 1.º           | 17.º | —             | —             |               |               |
| Scheldeprijs          | Scheldeprijs          | —    | 10.º          | —             | —             | —    | —             | —             | —             | 1.º   | 9.º           | —             | —             | —    | —             | —             |               |               |
|                       | París-Roubaix         | —    | —             | 15.º          | 8.º           | 1.º  | 2.º           | 1.º           | 5.º           | 7.º   | 1.º           | 4.º           | 2.º           | 6.º  | 11.º          | —             |               |               |
| Flecha Brabanzona     | Flecha Brabanzona     | —    | —             | —             | —             | 8.º  | —             | —             | 2.º           | 1.º   | —             | —             | 18.º          | 2.º  | —             | —             |               |               |
| Amstel Gold Race      | Amstel Gold Race      | X    | X             | —             | 16.º          | —    | 3.º           | 8.º           | —             | —     | 1.º           | —             | 1.º           | —    | 9.º           | —             |               |               |
| Flecha Valona         | Flecha Valona         | —    | —             | —             | 1.º           | —    | 5.º           | 1.º           | —             | 1.º   | 2.º           | —             | 3.º           | 4.º  | —             | —             |               |               |
|                       | Lieja-Bastoña-Lieja   | —    | —             | 8.º           | 2.º           | —    | 1.º           | 3.º           | 1.º           | 1.º   | 1.º           | —             | 1.º           | 6.º  | 6.º           | —             |               |               |
| Campeonato de Zúrich  | Campeonato de Zúrich  | —    | —             | —             | —             | 12.º | 4.º           | —             | —             | —     | —             | —             | 2.º           | 7.º  | 4.º           | —             |               |               |
| París-Tours           | París-Tours           | —    | —             | 20.º          | —             | 8.º  | —             | —             | —             | 115.º | 6.º           | —             | 9.º           | —    | 38.º          | —             |               |               |
|                       | Giro de Lombardía     | —    | —             | 2.º           | 6.º           | 3.º  | —             | 4.º           | 1.º           | 1.º   | Ab.           | 2.º           | 6.º           | —    | —             | —             |               |               |
| JJ. OO. (Ruta)        | JJ. OO. (Ruta)        | 12.º | No se disputó | No se disputó | No se disputó | —    | No se disputó | No se disputó | No se disputó | —     | No se disputó | No se disputó | No se disputó | —    | No se disputó | No se disputó | No se disputó | No se disputó |
| Mundial en Ruta       | Mundial en Ruta       | —    | 29.º          | 12.º          | 1.º           | 8.º  | Ab.           | 29.º          | 1.º           | 4.º   | 4.º           | 1.º           | 8.º           | 5.º  | 33.º          | —             |               |               |
| Bélgica en Ruta       | Bélgica en Ruta       | —    | 2.º           | 15.º          | —             | 11.º | 31.º          | 1.º           | 5.º           | 2.º   | 2.º           | —             | 3.º           | —    | 9.º           | —             |               |               |

—: No participa

Ab.: Abandono

Exp: Expulsado de carrera

X: Ediciones no celebradas

### Récords y marcas personales
- Ciclista con más victorias en la Milán-San Remo (7 victorias).
- Ciclista con más victorias en Gante-Wevelgem (3 victorias. Compartido Robert Van Eenaeme, Rik Van Looy, Mario Cipollini, Peter Sagan y Tom Boonen).
- Ciclista con más victorias en la Lieja-Bastoña-Lieja (5 victorias).
- Ciclista con más victorias en las Clásicas de las Ardenas (10 victorias).
- Ciclista con más victorias en monumentos (19 victorias).
- Ciclista con más etapas ganadas en las Grandes Vueltas (64 etapas).
- Ciclista con más etapas ganadas en una única edición del Tour de Francia (8 etapas. Compartido con Charles Pèlissier y Freddy Maertens).
- Ciclista con más títulos en las Grandes Vueltas (11 títulos).
- Ciclista con más victorias en el Campeonato Mundial de Ciclismo en Ruta (3 victorias. Compartido con Alfredo Binda, Rik Van Steenbergen, Óscar Freire y Peter Sagan).

## Premios y reconocimientos
- Super Prestige Pernod 1969, 1970, 1971, 1972, 1973, 1974 y 1975.
- Mendrisio de Oro (1972).
- Marca Leyenda (2000).
- En 2002 pasó a formar parte de la Sesión Inaugural del Salón de la Fama de la UCI.[18]